# Nemzeti Politika
A Nemzeti Politika egy kanadai gazdasági program volt, amelyet John A. Macdonald Konzervatív Pártja vezetett be 1876-ban. Miután Macdonald győzelemre vezette a konzervatívokat az 1878-as kanadai szövetségi választásokon, 1879-ben megkezdte politikájának megvalósítását. A védelempolitika pozitív válaszokat mutatott a gazdaságban: az 1880-as években új iparágak virágoztatták fel Kanada gazdaságát. John A. Macdonald a konföderáció utáni gazdaság stratégiájaként három elemet kombinált. Először is magas vámokat szorgalmazott az importált feldolgozott termékekre a feldolgozóipar védelme érdekében. Másodszor, a fizikai infrastruktúra, például az utak és vasutak masszív bővítését szorgalmazta. Végül, az előbbi kettő által lehetővé téve és támogatva, támogatta a népességnövekedést (különösen Kanada nyugati részén), a Canadian Pacific Railway megépítését és a Nyugat-Kanadába irányuló bevándorlás elősegítését. 1878-ban Macdonald ezzel a politikával kampányolt a választásokon, és legyőzte a szabadkereskedelmet támogató Liberális Pártot. Ez 1879-től valamikor az 1950-es évek elejéig tartott.

## Terminológia és használat
A Nemzeti Politika kifejezés eredetileg azt célozta, hogy Kanada egy valódi, nemzetgazdasággal rendelkező országot hozzon létre. Macdonald úgy gondolta, hogy bár a politikai kereteket 1867-ben megteremtették, a gazdaság csak addig tart, amíg a választások tartanak. A Konföderáció tartósan erős nemzetgazdaságának fenntartása érdekében Macdonaldnak ezeket a tényezőket kellett bevésnie a gazdaság jövője érdekében. Ez azt jelenti, hogy a jövő Kanada nyugati irányú fejlődésére támaszkodott. Kelet-nyugati fejlődés nélkül az amerikaiak uralnák a nyugatot, elvennék Kanada békéjét és a sok embert és társadalmat érintő dolgokat. Idővel a kifejezés a gazdaság fejlesztésére irányuló teljes tory platformmal társult, különösen a Nyugat-Kanadába irányuló fokozott bevándorlással és a Canadian Pacific Railway transzkontinentális vonalának fejlesztésével. A Nemzeti Politikának azonban rejtett következményei is voltak Kanada gazdaságára nézve. A Kanadába beengedett termékek és áruk elfogadásával kapcsolatban korlátot hoztak létre.

## Kulcsfontosságú irányelvek
John A. Macdonald, aki korábban 1867-től 1873-as lemondásáig, 1873-ig Kanada hivatalba lépő miniszterelnöke volt, 1878-ban tért vissza a hatalomba, miután abban az évben választási győzelmet aratott, ami lehetővé tette számára a Nemzeti Politika megvalósítását. A politikának három része volt, amelyek Kanada jövőjét javítanák és bővítenék, többek között:

### A kanadai iparágak és gyártók népszerűsítése
John Macdonald a kanadai gazdaság előmozdítása érdekében arra ösztönözte a kanadaiakat, hogy kanadai termékeket vásároljanak. A problémák abból adódtak, hogy a vasutak könnyen importáltak olyan árukat és termékeket az Egyesült Államokból, amelyek sokkal olcsóbbak voltak, mint a kanadai gyártású termékek. Macdonald azt javasolta, hogy az amerikai importált árukra és termékekre adót vagy vámot vetessenek ki.
Macdonald azt remélte, hogy egy erős kanadai gyártóbázis létrehozásával a nemzet biztonságosabbá válik, és kevésbé függ az Amerikai Egyesült Államoktól. Szoros kapcsolatban állt azokkal a montreali és torontói üzleti érdekeltségekkel is, amelyek hasznot húznának egy ilyen politikából, és fontos szerepet játszottak abban, hogy a toryk 1896-ig hivatalban maradtak.
Annak ellenére, hogy a konföderáció előtt a kanadai-amerikai viszonossági szerződésben rövid ideig kísérleteztek a szabadkereskedelemmel, az amerikaiak erősen protekcionista politikát akartak folytatni, és a Nemzeti Politika keretében magasabb vámokat vetettek ki, mint Kanada.
Ilyen magas amerikai vámok mellett a kanadai cégek nem tudtak versenyezni az Egyesült Államokban, de az amerikai cégek beléphettek Kanadába. A kanadai termelőknek különösen nagy kárt okozott, hogy az amerikai termelők dömpingelt árufelesleggel szállították a többletárukat Kanadába, hogy elkerüljék az árak csökkentését az Egyesült Államokban. A Kanadába érkező árukra vámokat vetettek ki, ami az amerikai árukat drágította.
A politika gyorsan a kanadai politika egyik központi elemévé vált, és fontos szerepet játszott a toryk hatalmon tartásában egészen 1896-ig, amikor Wilfrid Laurier és a liberálisok azzal az ígérettel kampányoltak, hogy a Nemzeti Politikát megtartják. Bár sok liberális továbbra is támogatta a szabadkereskedelmet, a Nemzeti Politika túlságosan népszerű volt Ontarióban és Québecben ahhoz, hogy megszűnjön. Amikor a liberálisok az 1911-es választásokon a szabadkereskedelemmel kampányoltak, elvesztették a választást.

### Birodalmi preferencia
1897-ben a Nemzeti Politika magában foglalta a birodalmi preferenciát, azaz a Nagy-Britanniából származó behozatalra vonatkozó kedvezményes vámtételeket. Kezdetben a vámokat egynyolcadával csökkentették a Nagy-Britanniából származó behozatalra, majd 1898-ban egynegyedére, 1900-ban pedig egyharmadára emelték. A liberálisok Laurier vezetése alatt a birodalmi preferenciát kényelmes eszköznek találták a vámok csökkentésére, mivel ez a konzervatívok birodalom-központúságára hatott. A kanadai birodalmi preferencia nagyon hatékonynak bizonyult.

### Az Országos Vasút befejezése
Amikor Brit Kolumbia csatlakozott a Konföderációhoz, a kanadai kormány ígéretet tett egy vasúti rendszer kiépítésére, amely összekötné Brit Kolumbiát Kanada keleti részével. Macdonald azt ígérte, hogy a vasút megkönnyíti az áruk és szolgáltatások szállítását Kanada nyugati részéből keletre.

### Nyugat betelepítése
Macdonald ígéretet tett arra, hogy javítja a nyugati mezőgazdasági ágazatokat. Ez az intézkedés a nyugatot, mint Kanada fő mezőgazdasági termelőjét kívánta kiemelni.

## A liberálisok szétszedték
A Nemzeti Politikát lassan lebontották a William Lyon Mackenzie King és Louis St. Laurent vezette liberálisok sokéves kormányzása alatt. Ezzel egy időben az Egyesült Államok csökkentette vámjait. A gazdasági integráció a második világháború alatt fellendült, és 1965-ben a két nemzet autóipara teljesen integrálódott. A teljes szabadkereskedelem azonban csak 1988-ban, a Brian Mulroney progresszív konzervatív kormánya által hozott Kanada-Egyesült Államok szabadkereskedelmi megállapodással valósult meg.

## Értékelés
A Nemzeti Politika értékelése vegyes. A közgazdászok általában azzal érvelnek, hogy növelte az árakat, csökkentette Kanada hatékonyságát és versenyképességét a világban. Azzal, hogy Kanada nem olvadt be a nagyobb, hatékonyabb amerikai gazdaságba, túl sok monopolhelyzetben lévő céget és túl sok kis, nem hatékony gyárat hozott létre, amelyek magas árakat szabtak a fogyasztóknak. A történészek hajlamosak pozitívabb fényben látni ezt a politikát, amikor az Egyesült Államoktól független, egységes nemzet létrehozásához szükséges kiadásnak tekintik. Az állampolgárok számára azonban előnyös volt, hogy nem volt jövedelemadó, így könnyebben elviselhetővé vált a feldolgozott termékek kissé magasabb ára.
Miután Wilfrid Laurier az 1896-os választásokon hatalomra juttatta a Liberális Pártot, a liberálisok alkalmazkodtak ehhez a kormányzati rendszerhez és a Nemzeti Politika elveihez. A vámok továbbra is magasak maradtak. Csak William Lyon Mackenzie King és Louis St. Laurent liberális kormányai alatt, az 1920-as évektől kezdődően kezdték csökkenteni a védővámok mértékét.
Eden és Molot (1993) szerint Kanadában három nemzeti politika létezett: a „Nemzeti Politika”, a defenzív expanzionizmus, 1867-1940; a kompenzációs liberalizmus, 1941-81; és a piaci liberalizmus, 1982-től kezdődően. A defenzív expanziós szakasz a vámra, a vasútépítésre és a földrendezésre támaszkodott az ország felépítésében. A második nemzeti politika a GATT-rendszer iránti elkötelezettséget, a keynesiánus makrogazdasági politikát és a hazai szociális háló kiépítését ötvözte. A jelenlegi nemzeti politika a Kanada-USA szabadkereskedelemre és a NAFTA szabadkereskedelemre, a piaci alapú politikára és a költségvetési visszafogottságra támaszkodik. Egy negyedik, „stratégiai integrációnak” nevezett politika mellett érvelnek. Ez külső és belső szabadkereskedelemből, az információs technológiák kifejlesztésén és elterjesztésén alapuló nemzeti távközlési infrastruktúra kiépítéséből, valamint a humántőke fejlesztéséből állna.

## Fordítás
Ez a szócikk részben vagy egészben  a   National policy című angol Wikipédia-szócikk fordításán alapul.  Az eredeti cikk szerkesztőit annak laptörténete sorolja fel. Ez a jelzés csupán a megfogalmazás eredetét és a szerzői jogokat jelzi, nem szolgál a cikkben szereplő információk forrásmegjelöléseként.

## Bibliográfia
- Barber (1955). „Canadian Tariff Policy”. The Canadian Journal of Economics and Political Science 21 (4), 513–530. o. DOI:10.2307/138128.
- Eden (1993). „Canada's National Policies: Reflections on 125 Years”. Canadian Public Policy 19 (3), 232–251. o.
- Fowke, Vernon C.  The National Policy and the Wheat Economy (Toronto, 1957)
- Fowke (1952). „The National Policy-Old and New”. The Canadian Journal of Economics and Political Science 18 (3), 271–286. o. DOI:10.2307/138568.
- Fowke (1956). „National Policy and Western Development in North America”. The Journal of Economic History 16 (4), 461–479. o. DOI:10.1017/S0022050700059064.

## Kapcsolódó szócikk
- Protekcionizmus